# 纳罗斯德萨尔杜埃尼亚
纳罗斯德萨尔杜埃尼亚，是西班牙卡斯蒂利亚-莱昂阿维拉省的一个市镇。 总面积9km2, 总人口111人（2023年），人口密度19.7人/km2。

## 地名
根据安赫尔·巴里奥斯·加西亚（Ángel Barrios García）的说法，该地名可以通过来自纳瓦拉的重建者的来源来解释。因此，1250年吉尔·托雷斯枢机主教的《Relación》中提到该地为Nafarros de Salduenna。

## 纹章
代表该市镇的纹章于2013年2月27日通过的徽章描述如下：
纳罗斯德萨尔杜埃尼亚的纹章 「分割的盾徽。上部为金色，中央有一座红色的城堡。下部为红色，中央有一条金色的锁链，链中心是一颗绿色的祖母绿宝石。徽章上方为封闭的皇家皇冠。」 ——《卡斯蒂利亚-莱昂官方公报》2013年7月29日第144号
城堡是市镇现存城堡的示意图，由罗德里戈·达维拉和瓦尔德拉巴诺于15世纪初建造。锁链取自纳瓦拉的纹章，象征着中世纪时市镇的重建者来源及地名的词源。
同时批准的旗帜描述如下：
「长方形旗帜，长度为其高度的1.5倍。旗帜水平分为两半，由一条呈直角的曲折线分隔：上半部为黄色，下半部为红色。若旗帜带有市镇徽章，徽章将置于旗帜左上角，高度为旗帜高度的三分之一。」 ——《卡斯蒂利亚-莱昂官方公报》2013年7月29日第144号

## 历史遗产
纳罗斯德萨尔杜埃尼亚城堡

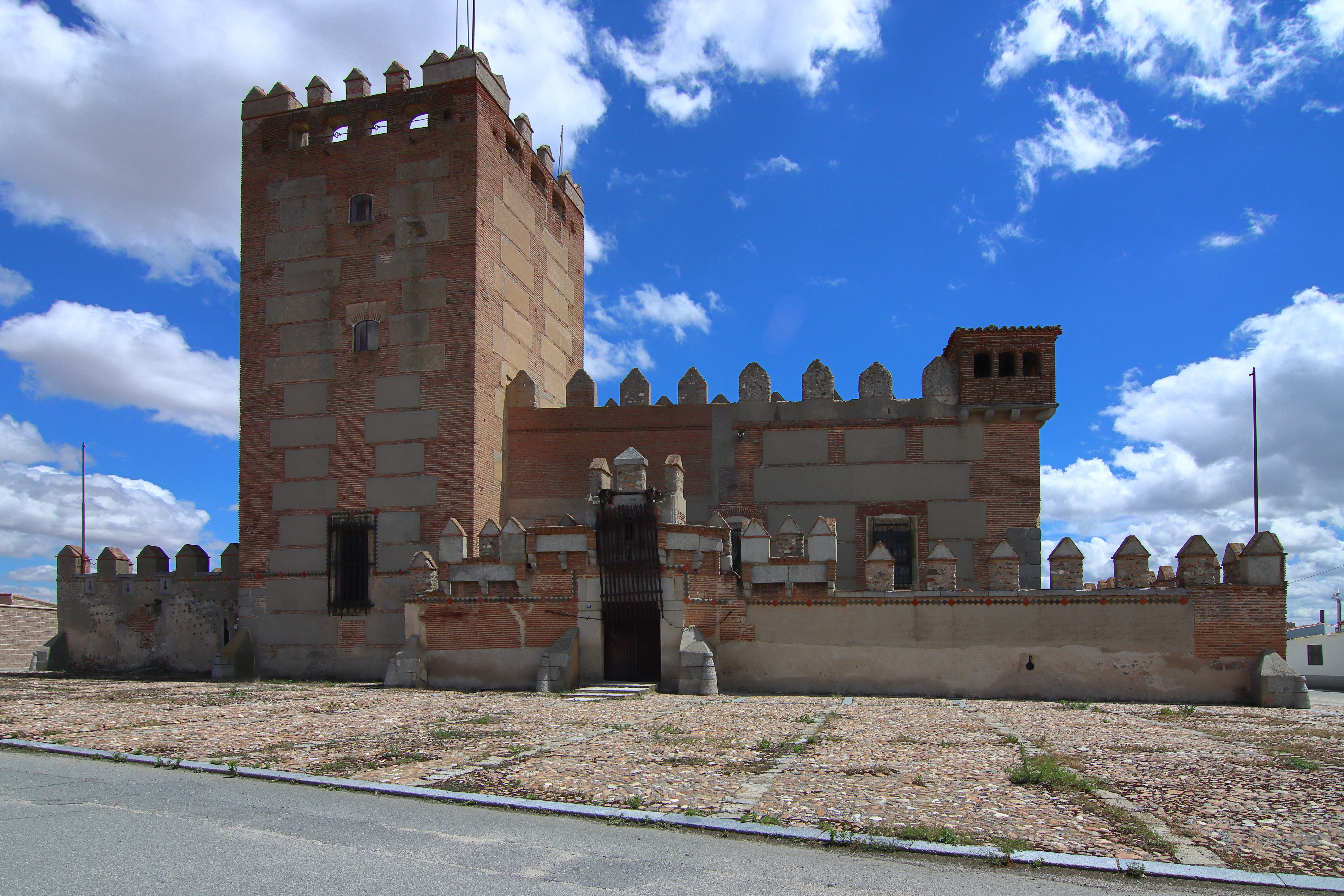
城堡

蒙特利亚诺公爵的城堡位于纳罗斯德萨尔杜埃尼亚镇的尽头，位于莫拉尼亚平原的中心。该城堡由瓦尔德拉巴诺家族于15世纪末建造，是砖块和夯土建筑的城堡宫殿的一个典型例子，与穆德哈尔建筑风格相联系。它为矩形布局，并拥有一座大型的致敬塔。
圣马丁主教教堂

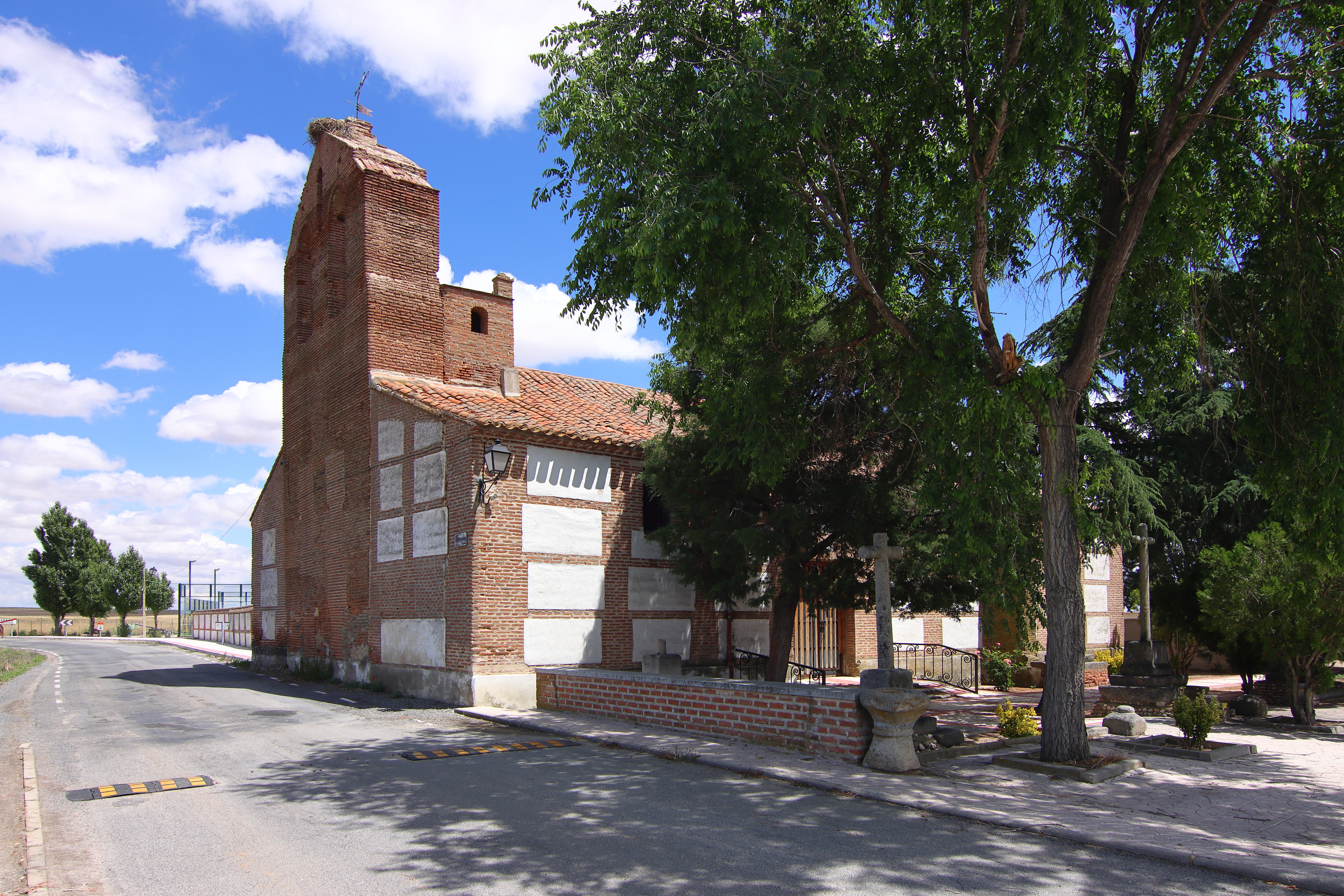
教堂

该教堂位于市镇的北部，建于15世纪末或16世纪初。它的布局为巴西利卡式，教堂最引人注目的是其木制的穹顶结构。

## 人口统计
该地人口为111人（2023年西班牙国家统计局数据）。

## 地理
该地区位于海拔899米处。穿过市镇的河流为 梅尔德罗河。
| 西北：科拉多·德·孔特雷拉斯  | 正北： 康斯坦萨纳    | 东北： 帕帕特里戈 |
| 西： 穆尼奥梅尔·德尔·佩科   | 纳罗斯德萨尔杜埃尼亚 | 东： 帕帕特里戈   |
| 西南： 穆尼奥梅尔·德尔·佩科 | 南： 阿尔博诺斯      | 东南： 帕帕特里戈 |